# Breza (Klana)
Pour les articles homonymes, voir Breza.
Breza est une localité de Croatie située dans la municipalité de Klana, comitat de Primorje-Gorski Kotar. En 2001, la localité comptait 53 habitants.

## Démographie
| 1948 | 1953 | 1961 | 1971 | 1981 | 1991 | 2001 |
| ---- | ---- | ---- | ---- | ---- | ---- | ---- |
| 103  | 91   | 83   | 69   | 59   | 54   | 53   |